# Érythrée aux Jeux olympiques d'été de 2004
La délégation de l'Érythrée aux Jeux olympiques d'été de 2004, à Athènes en Grèce, est constituée de quatre athlètes concourant dans une discipline aux Jeux. Il s'agit de leur deuxième apparition à des Jeux olympiques d'été, après les Jeux olympiques d'été de 2000, onze ans après leur indépendance et cinq ans après la reconnaissance du Comité olympique de l'Érythrée par le Comité international olympique. La délégation remporte une médaille de bronze pour l'épreuve du 10 000 m masculin grâce à Zersenay Tadesse.

## Composition de la délégation
Les quatre athlètes participant à ces Jeux sont Zersenay Tadesse, Samson Kiflemariam, Nebiat Habtemariam et Yonas Kifle. Ce dernier et Nebiat sont les deux seuls athlètes de la délégation à avoir déjà participé à des Jeux, ceux de 2000. Ils concourent tous en athlétisme. Le plus jeune athlète de la délégation est Samson Kiflemariam, âgé de 20 ans, et le plus vieil athlète, Yonas Kifle, âgé de 26 ans.
Un athlète américano-érythréen, le même que pour l'édition précédente, concoure avec la délégation des États-Unis. Meb Keflezighi est ainsi le cinquième érythréen des Jeux.

## Cérémonie d'ouverture
La cérémonie d'ouverture se déroule le 13 août 2004 au Stade olympique d'Athènes. Yonas Kifle, déjà présent à l'édition précédente des Jeux à Sydney, est le porte-drapeau de la délégation lors du défilé des athlètes.

## Récompenses

### Médaille
La délégation érythréenne remporte une médaille de bronze. Elle est 71e au classement des nations officiel, ex æquo avec la Mongolie, la Syrie et Trinité-et-Tobago.
| Médaille                            | Discipline | Épreuve           | Athlète          | Performance    | Date         |
| ----------------------------------- | ---------- | ----------------- | ---------------- | -------------- | ------------ |
| Médaille de bronze, Jeux olympiques | Athlétisme | 10 000 m masculin | Zersenay Tadesse | 27 min 22 s 57 | 20 août 2004 |

### Diplôme
En plus de la médaille de bronze, un athlète érythréen obtient un diplôme lors de ces Jeux.
| Rang | Discipline | Épreuve          | Athlète          | Performance    | Date         |
| ---- | ---------- | ---------------- | ---------------- | -------------- | ------------ |
| 7e   | Athlétisme | 5 000 m masculin | Zersenay Tadesse | 13 min 24 s 31 | 28 août 2004 |

## Athlétisme

### Présentation des athlètes
Zersenay Tadesse, né le 8 février 1982 à Adi Bana, concoure pour deux épreuves : le 5 000 m masculin et le 10 000 m masculin. Samson Kiflemariam, né le 23 janvier 1984 à Quazien, Nebiat Habtemariam, née le 29 décembre 1978 à Adi Kinzinab et Yonas Kifle, né le 5 novembre 1977 à Adi Bilay, concourent respectivement pour le 5 000 m masculin, comme Zersenay, le 5 000 m féminin et le 10 000 m masculin, comme Zersenay.
Zersenay Tadesse participe aux Championnats du monde de cross-country 2002 qui se déroulent fin mars à Dublin, en Irlande. Il termine 30e de la finale du cross long masculin. Un mois plus tard, il participe aux 10 km de Barcelone, en Espagne, et termine à la dernière marche du podium. Une semaine plus tard, il participe aux Championnats du monde de semi-marathon 2002 à Bruxelles, en Belgique ; il termine 21e. Il participe fin mai à la Reunión Internacional de Atletismo Villa de Bilbao qui se déroule à Bilbao, en Espagne, et où il termine deuxième à la finale du 5 000 m masculin. Toujours en Espagne, à Albacete, à la mi-juin, il participe à un semi-marathon et termine premier. Un mois plus tard, toujours dans le pays ibérique, il participe à une compétition à Getafe et termine également à la première position à la finale du 3 000 m masculin. Ses derniers championnats de 2002 sont ceux d'Afrique d'athlétisme 2002 qui se déroulent début août à Radès, en Tunisie, pour lesquels ils terminent 6e du 10 000 m masculin. L'année 2003 commence par sa participation aux Championnats du monde de cross-country 2003 qui se déroulent fin mars à Lausanne, en Suisse. Il termine 9e de la finale du cross long masculin. Le 18 mai et le 1er juin, il termine respectivement à la première place du semi-marathon de San Sebastian et aux 10 km de Vic, en Espagne. Toujours à la mi-juin, il participe une seconde fois au semi-marathon d'Albacete et termine également premier. Plus d'un mois plus tard, début août, il participe à la KBC Night of Athletics qui se déroule à Heusden-Zolder, en Belgique, et termine premier. Une semaine plus tard, il est présent au San Sebastián Grand Premio Reebok à San Sebastian, en Espagne, et participe aux 5 000 m masculin en terminant à la troisième place. Cinq jours plus tard, il se rend à Zurich, en Suisse, pour participer au Weltklasse Zurich. Il termine 8e de la finale du 5 000 m masculin. Fin août, il concoure pour le 5 000 m masculin aux Championnats du monde d'athlétisme 2003 qui se déroulent à Saint-Denis et à Paris, en France. De sa série, il termine 6e et de la finale, il termine 8e. Il termine une dernière fois à une première place en 2003 lors de la finale du 5 000 m masculin du Córdoba International Meeting de Cordoue, en Espagne, tandis qu'il participe pour ces derniers championnats de 2003 aux Championnats du monde de semi-marathon qui se déroulent début octobre à Vilamoura, au Portugal. Il termine 7e. Pour l'année de 2004, l'année des Jeux, Zersenay participe aux Championnats du monde de cross-country 2004 qui se déroulent à Bruxelles, en Belgique, et termine 6e au cross long masculin. Début mai, il participe au Grand Prix de Berne et termine premier à la finale du 10 miles sur route. Fin mai, il part à Manchester, au Royaume-Uni, pour participer au Manchester BUPA Great Run 10K, il termine deuxième. Avant son rendez-vous en Grèce pour les Jeux, il participe à un meeting international à Gavá et il termine premier de la finale du 10 000 m masculin.
5 000 mètres hommes :
- Zersenay Tadese : Finale : 13 min 24 s 31 (7e place)
- Samson Kiflemariam : 1er tour : 13 min 26 s 97 (éliminé)

5 000 mètres femmes :
- Nebiat Habtemariam : 1er tour : 16 min 49 s 01

10 000 mètres hommes :
- Zersenay Tadese : Finale : 27 min 22 s 57 ( Médaille de bronze)
- Yonas Kifle : Finale : 28 min 29 s 87 (16e place)

## Note
Meb Keflezighi a été médaillée d'argent dans l'épreuve du marathon. Alors qu'il est né en Érythrée, il a participé aux Jeux olympiques avec les États-Unis. Par conséquent, il a remporté sa médaille d'argent pour les États-Unis et non pour l'Érythrée.

## Officiels
- Président : Hisseine Ngaro
- Secrétaire général : Ghermay Hadgu